# 圣尼古拉巴罗尼亚
圣尼古拉巴罗尼亚（義大利語：San Nicola Baronia）是意大利阿韦利诺省的一个市镇。总面积6.87平方公里，人口807人，人口密度117.5人/平方公里（2009年）。ISTAT代码为064085。